# جامار هنت
جامار هنت (بالإنجليزية: Jamar Hunt)‏ هو لاعب كرة قدم أمريكية أمريكي، ولد في 4 ديسمبر 1982.